# Ruud van Feggelen
Rudolf Frederik Otto "Ruud" van Feggelen, född 14 april 1924 i Amsterdam, död 9 augusti 2002 i Deventer, var en nederländsk vattenpolospelare och -tränare. Han var bror till Iet van Feggelen.
Ruud van Feggelen representerade Nederländerna i OS två gånger i vattenpolo. I OS-turneringen 1948 tog Nederländerna brons. I den turneringen gjorde van Feggelen sexton mål. I OS-turneringen 1952 gjorde han arton mål.
Under 1960-talet tränade van Feggelen Nederländernas landslag.